# Jan Jämsen
Jan „Katla” Jämsen – założyciel i pierwszy wokalista folk metalowego zespołu Finntroll.

## Finntroll
Pewnego razu w 1997 Katla i Somnium (pierwszy gitarzysta Finntrolla) pijąc na imprezie, postanowili założyć zespół. Na początku grali tylko we dwójkę. Katla jako wokalista i klawiszowiec a Somnium jako gitarzysta. Szybko jednak znaleźli kolejnych członków i w roku 1998 wypuścili demo Rivfader. Rok później nagrali swój debiutancki album.

W 2001 wyszedł ich drugi album, Jaktens Tid. Okazał się on wielkim sukcesem, ale niestety rok po tym Katla dowiedział się o swoim raku krtani. Nie mógł dalej śpiewać. Użyczył jeszcze swojego głosu – razem z Tapio Wilska – na akustycznej płycie Visor Om Slutet. Nie było nic wiadomo o wokaliście aż do płyty Ur Jordens Djup, na której wszystkie teksty piosenek są jego autorstwa.